# Sharon den Adel
Sharon Janny den Adel, nota anche con lo pseudonimo di My Indigo (Waddinxveen, 12 luglio 1974), è una cantautrice e stilista olandese, cofondatrice e frontwoman del gruppo symphonic metal Within Temptation.

## Biografia
Nata il 12 luglio 1974 a Waddinxveen, nei Paesi Bassi, crebbe in diversi paesi del mondo tra cui Indonesia, Yemen e Suriname a causa del lavoro dei genitori. Tornata in patria all'età di dieci anni subì diversi episodi di bullismo, legati prevalentemente al suo modo di vestire e portare i capelli così come al colore della pelle, lievemente scurito.

Appassionata di musica fin da giovane, ha affermato di non aver mai preso lezioni di canto e di essersi esercitata da autodidatta; da un punto di vista tecnico il suo registro è quello di un soprano leggero. All'età di 13 anni ha iniziato ad esibirsi con diverse band blues rock, esibendosi in cover di diversi artisti tra cui i Van Halen e i Journey. Pochi anni dopo alle scuole superiori incontrò Robert Westerholt, chitarrista dei The Circle, che divenne in seguito suo compagno e con cui fondò nel 1996 il gruppo The Portal, nome poi sostituito al debutto con Within Temptation.

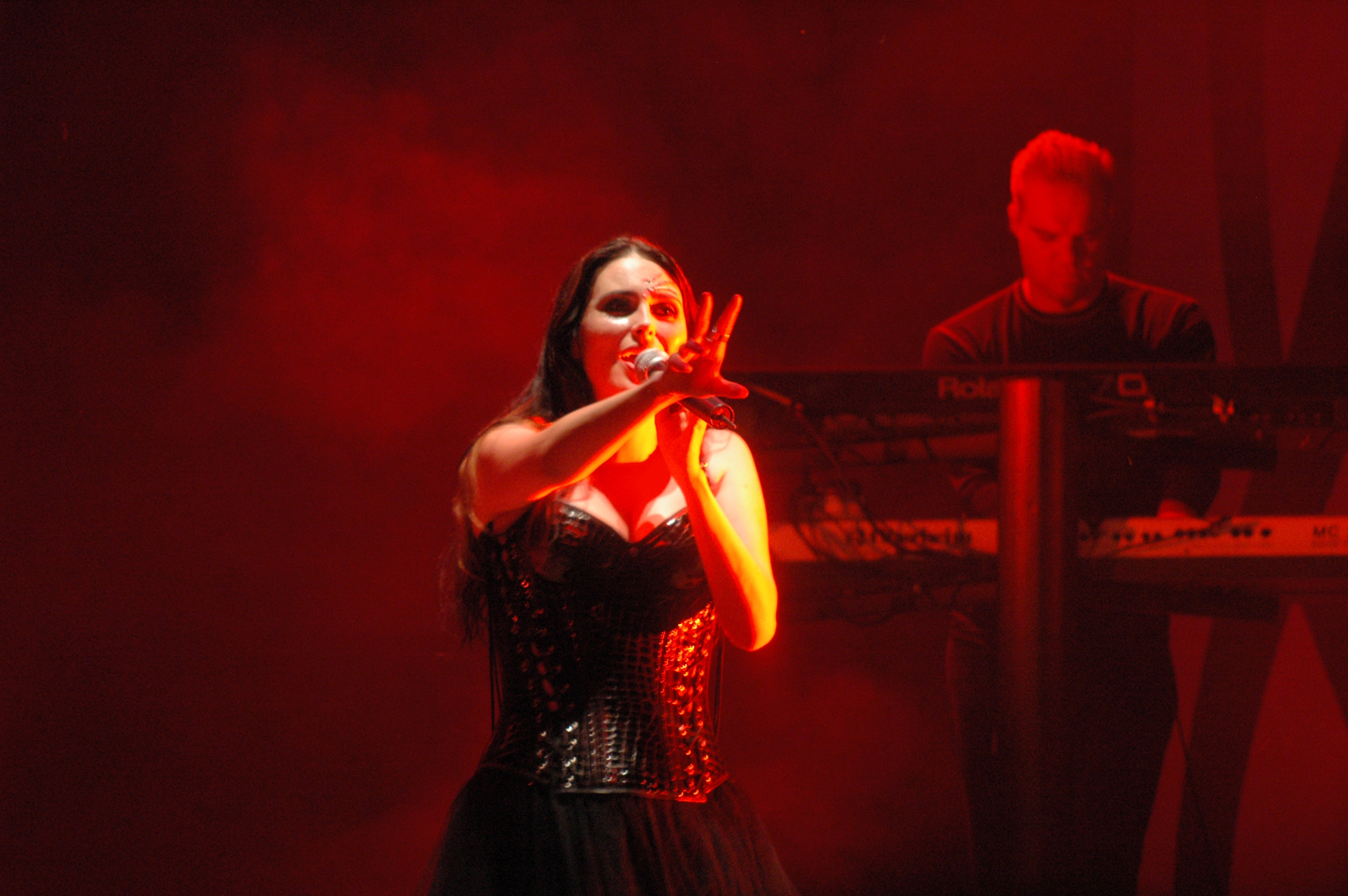
Sharon den Adel in Italia all'Evolution Festival nel 2006.

Si è laureata in management della moda e ha lavorato per un'agenzia di moda fino a quando il gruppo non ha ottenuto un ampio successo con l'album Mother Earth nel 2000; nel corso degli anni successivi ha tuttavia continuato a disegnare merchandising e vestiti per il gruppo.

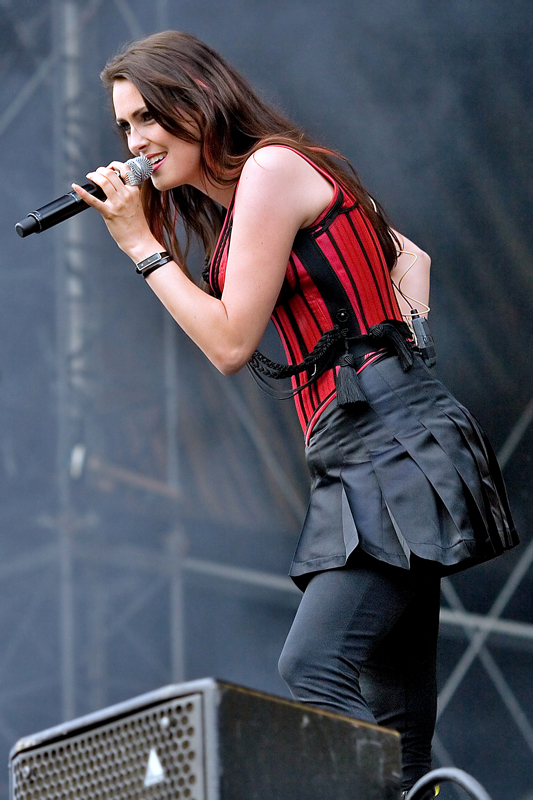
Sharon den Adel dal vivo al Rock en France Festival 2008 di Arras.

Nel 2017 ha annunciato il lancio di un progetto solista denominato My Indigo, slegato soprattutto in termini di genere musicale dal lavoro coi Within Temptation, con la successiva pubblicazione di un omonimo singolo seguito dall'omonimo album nel 2018. In alcune interviste den Adel ha affermato che il progetto aveva come obiettivo quello di trattare tematiche più personali, legate prevalentemente alle condizioni di salute del padre a cui era stato diagnosticato un carcinoma della vescica allo stato terminale, che lo porterà poi alla morte nel 2018, al fine di superare una sorta di blocco dello scrittore.
Nel 2018, in concomitanza con l'annuncio del settimo album del gruppo, Resist, ha presieduto la giuria olandese per l'Eurovision Song Contest; i Within Temptation sarebbero stati più volte presi in considerazione per rappresentare il paese al festival musicale ma den Adel ha affermato di "non pensare che sia un posto per gruppi metal".

### Collaborazioni
Ha recitato nella parte di Anna Held nel progetto di Tobias Sammet, cantante e leader dei tedeschi Edguy, Avantasia. Ha sempre dichiarato che le sarebbe piaciuto collaborare con Kurt Cobain.

## Vita personale
Sharon den Adel è compagna di Robert Westerholt, chitarrista e insieme a lei cofondatore dei Within Temptation; i due hanno tre figli: Eva Luna, nata il 7 dicembre 2005, della quale la cantante era già incinta durante il tour per il loro terzo album The Silent Force, e quindi anche durante le riprese del concerto tenutosi a Java-eisland contenuto nel DVD The Silent Force Tour, Aiden, nato il 1º giugno 2009, e infine Logan, nato il 30 marzo 2011. A causa di quest'ultima gravidanza la band ha dovuto posticipare di svariati mesi il tour legato all'uscita dell'album The Unforgiving.
La cantante dichiara che la loro relazione non causa alcun tipo di problema all'interno del gruppo, anche attraverso queste parole: "quando viaggi durante i tour, band e crew diventano una grande famiglia. Così il fatto che io e Robert siamo insieme passa quasi inosservato"; ha inoltre dichiarato che quando si stufa di stare in mezzo agli uomini, esce con Debby (tecnico della batteria) per parlare di cose più femminili.

## Discografia

### Con i Within Temptation
- 1997 – Enter
- 2000 – Mother Earth
- 2004 – The Silent Force
- 2007 – The Heart of Everything
- 2011 – The Unforgiving
- 2013 – The Q-Music Sessions
- 2014 – Hydra
- 2019 – Resist

### Come My Indigo

#### Album in studio
- 2018 – My Indigo

#### Singoli
- 2017 – My Indigo

### Altre partecipazioni
- Voyage – Embrace (1996)
- Silicon Head – Bash (1997)
- Ayreon – Into the Electric Castle (1998)
- De Heideroosjes – Schizo (1999)
- After Forever – Prison of Desire (2000)
- Orphanage – Inside (2000)
- Paralysis – Architecture of the Imagination (2000)
- De Heideroosjes – Fast Forward (2001)
- Avantasia – The Metal Opera - Part I (2000)
- Aemen – Fooly Dressed (2002)
- Timo Tolkki – Hymn to Life (2002)
- Avantasia – The Metal Opera - Part II (2002)
- Delain – Lucidity (2006)
- Armin van Buuren – Imagine (2008)
- Avantasia – The Metal Opera: Pt 1 & 2 - Gold Edition (2008)
- Agua de Annique – Pure Air (2009)
- OOMPH! – Truth or Dare (2010)
- For All We Know – For All We Know (2011)
- Coeverduh – Wesley Against Society (2012)
- Leander Rising – Heart Tamer (2012)
- Timo Tolkki's Avalon – The Land of New Hope (2013)
- Avantasia – Ghostlights (2016)
- Tarja – The Brightest Void (2016)
- Saint Asonia - Sirens (2019)